# St. Josef (Holz)

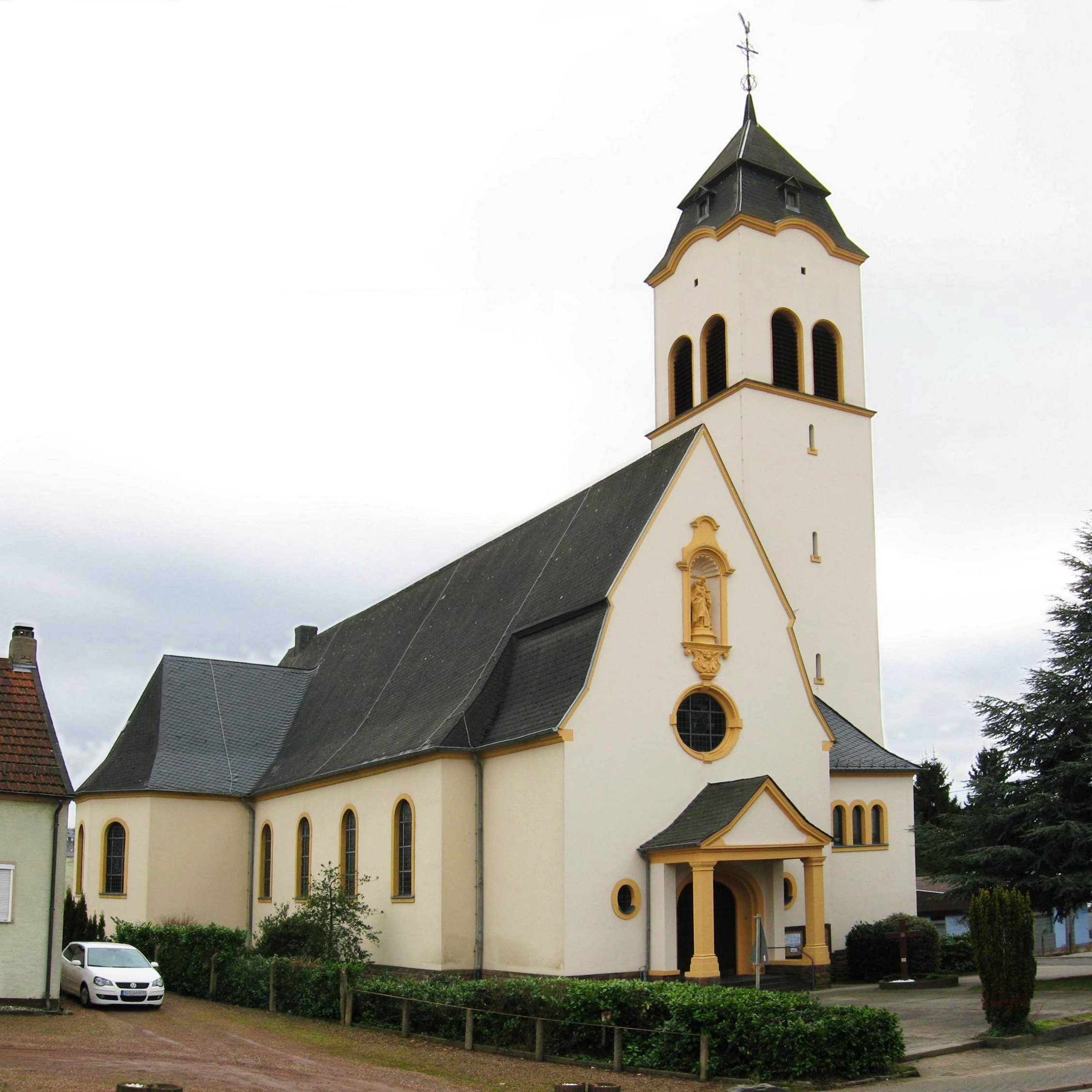
Die katholische Pfarrkirche St. Josef im Heusweiler Ortsteil Holz

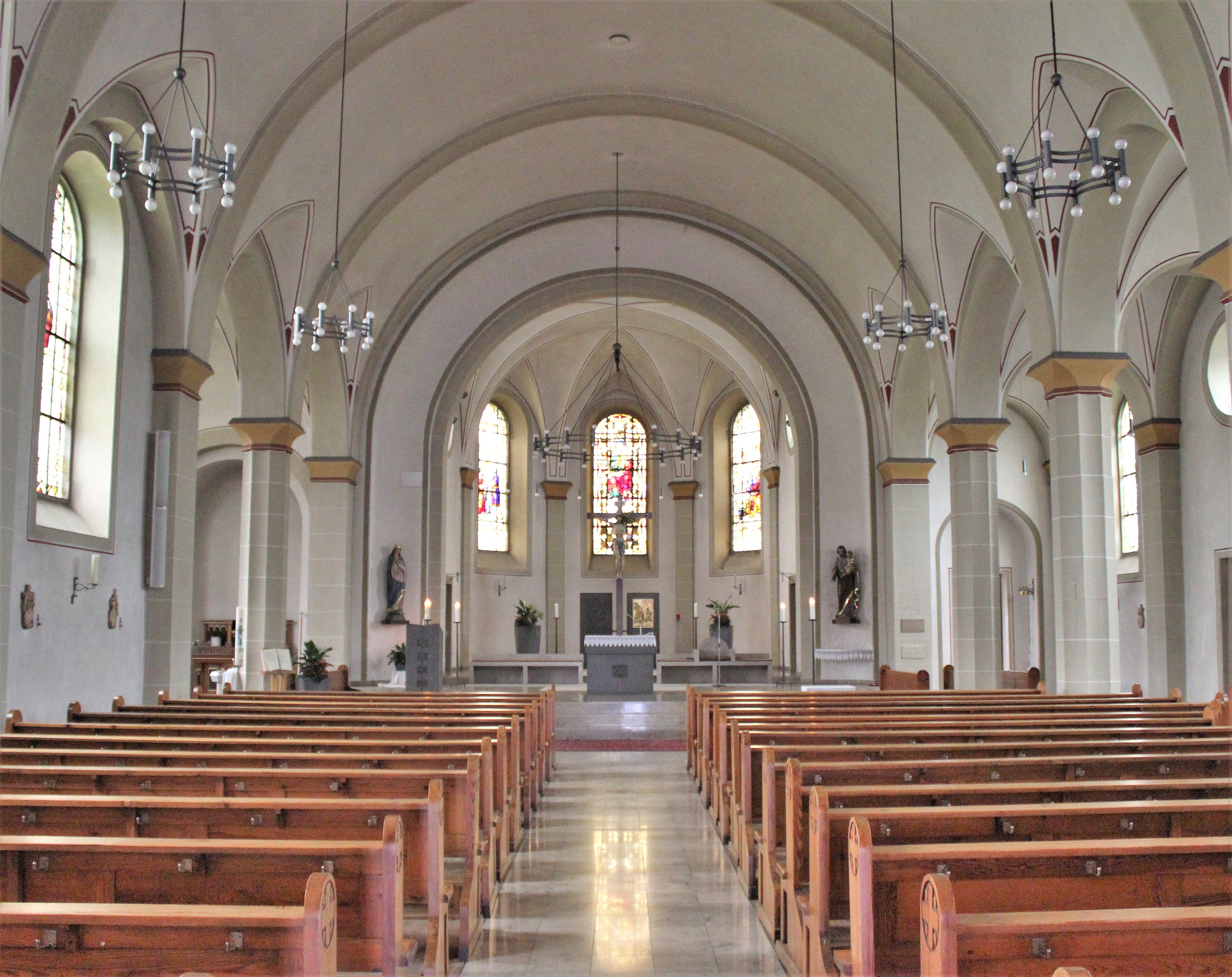
Blick ins Innere der Kirche

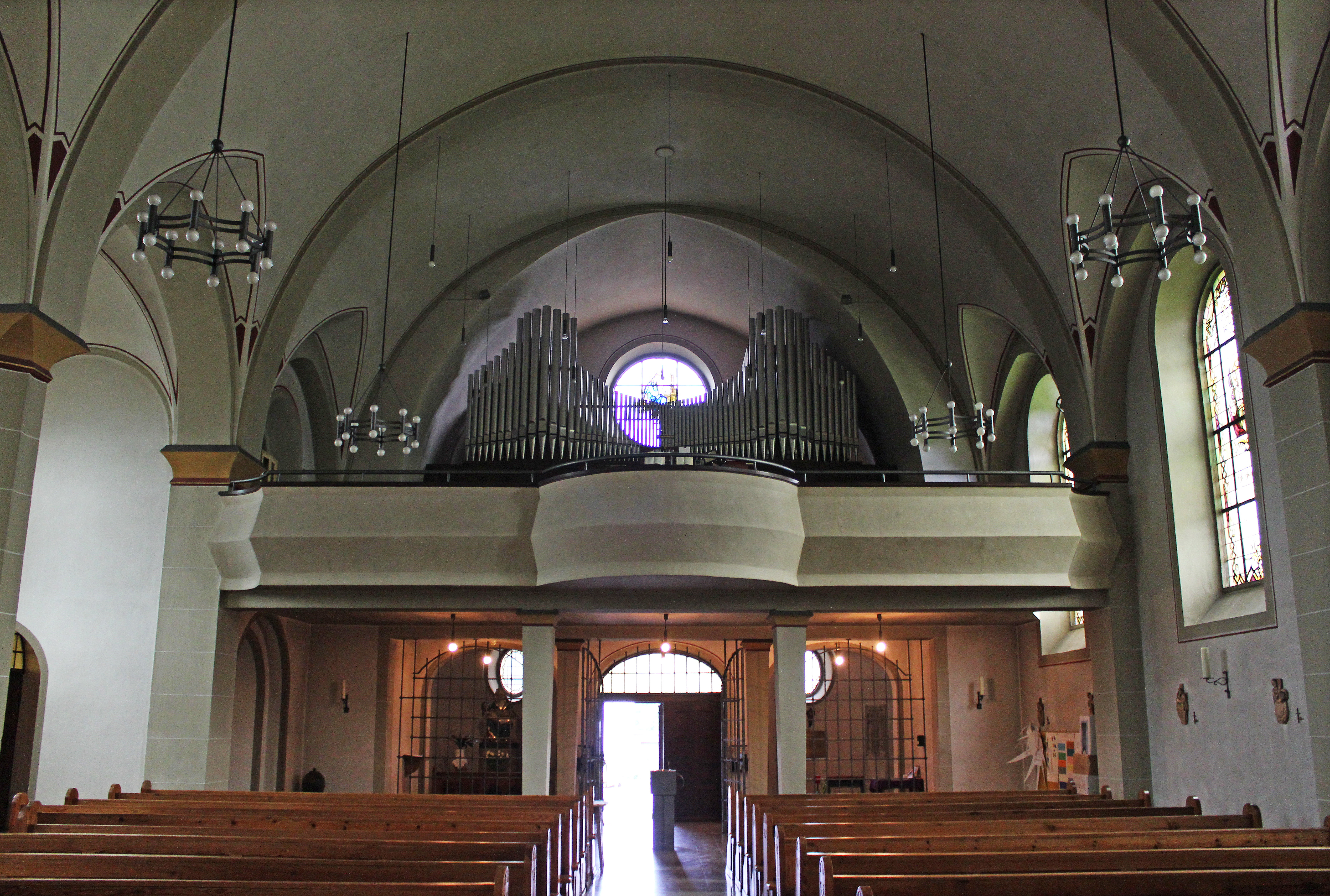
Blick vom Altarraum zur Orgelempore

Die Kirche St. Josef ist eine römisch-katholische Pfarrkirche in Holz, einem Ortsteil der saarländischen Gemeinde Heusweiler. Sie trägt das Patrozinium des heiligen Josef. In der Denkmalliste des Saarlandes ist die Kirche als Einzeldenkmal aufgeführt.

## Geschichte
Die heutige Pfarrkirche wurde in den Jahren 1926 bis 1927 nach Plänen der Architekten Prior und Casel (Trier) errichtet, nachdem eine im Jahr 1892 erbaute Notkirche aufgrund des Bevölkerungswachstum zu klein geworden war. Wie die heutige Kirche, war auch bereits die Notkirche dem heiligen Josef gewidmet.
Eine erste Restaurierung der Kirche erfolgte in den Jahren 1945 bis 1950. Die Liturgiereform des Zweiten Vatikanischen Konzils führte 1965 zu einer Umgestaltung des Altarraums. In den Jahren 1975 bis 1978 wurde der Chor einer weiteren Umgestaltungsmaßnahme unterzogen und erhielt dabei in etwa seine heutige Gestalt. Im Rahmen einer großen Renovierung der gesamten Kirche, die von 1990 bis 1993 durchgeführt wurde, erhielt das Kirchenschiff schließlich seine endgültiges Aussehen.
Im Jahr 2000 kam es zu einer Neugestaltung des Altarraums. Von 2005 bis 2006 erfolgten Restaurierungsarbeiten, die von der Firma Ziemer (Holz) ausgeführt wurden.

## Ausstattung
Zur Ausstattung der Kirche gehört der Josefsaltar, der 1895 von dem Bildhauer Stefan Cohen (Coburg) geschaffen wurde. Er wurde 2002 von Restaurator Manfred Schöndorf (Ottweiler) einer Restaurierung unterzogen.
Altar, Ambo, und Tabernakel entwarf Bildhauer Hans Rams (Niederbreitbach) im Rahmen der Neugestaltung des Altarraums im Jahr 2000. Für die Ausführung zeichnete Steinbildhauer-Meister Gordon Schnur (Marpingen) verantwortlich.

## Orgel
Die Orgel der Kirche wurde im Jahr 1955 von der französischen Orgelbaufirma Haerpfer & Erman (Boulay) erbaut.
Das Kegelladen-Instrument verfügt über 23 Register, verteilt auf 2 Manuale und Pedal. Die Spiel- und Registertraktur ist elektropneumatisch. Die Disposition lautet wie folgt:
| I Hauptwerk C–g3 |            |    |
| 1.               | Principal  | 8′ |
| 2.               | Hohlflöte  | 8′ |
| 3.               | Salicional | 8′ |
| 4.               | Octave     | 4′ |
| 5.               | Spitzflöte | 4′ |
| 6.               | Principal  | 2′ |
| 7.               | Mixtur 4f  |    |
| 8.               | Trompete   | 8′ |

| II Schwellwerk C–g3 |                  |        |
| 9.                  | Diapason         | 8′     |
| 10.                 | Harmonieflöte    | 8′     |
| 11.                 | Lieblich Gedeckt | 8′     |
| 12.                 | Rohrflöte        | 4′     |
| 13.                 | Nazard           | 2 ⁄3′  |
| 14.                 | Schwiegel        | 2′     |
| 15.                 | Terz             | 1 3⁄5′ |
| 16.                 | Oboe             | 8′     |
| 17.                 | Clarine          | 4′     |
|                     | Tremolo          |        |

| Pedal C–f1 |               |
| 18.        | Subbaß 16′    |
| 19.        | Octavbaß 8′   |
| 20.        | Gedecktbaß 8′ |
| 21.        | Choralbaß 4′  |
| 22.        | Flöte 4′      |
| 23.        | Basson 16′    |

- Koppeln:
  - Normalkoppeln: II/I, I/P, II/P
  - Suboktavkoppeln: II/I
  - Superoktavkoppeln: II/I
- Spielhilfen: 2 freie Kombinationen, Tutti, Registercrescendotritt, Zungen Ab